# Campeonato Mundial de Esqui Alpino de 2013
O Campeonato Mundial de Esqui Alpino de 2013 foi a 42º edição do evento, foi realizado em Schladming, Áustria, entre 4-17 de Fevereiro de 2013.

## Medalhistas

### Masculino
| Event           | Ouro                         | Ouro    | Prata                          | Prata   | Bronze                       | Bronze  |
| --------------- | ---------------------------- | ------- | ------------------------------ | ------- | ---------------------------- | ------- |
| Downhill        | Aksel Lund Svindal · Noruega | 2:01.32 | Dominik Paris · Itália         | 2:01.78 | David Poisson · França       | 2:02.29 |
| Super-G         | Ted Ligety · Estados Unidos  | 1:23.96 | Gauthier de Tessières · França | 1:24.16 | Aksel Lund Svindal · Noruega | 1:24.18 |
| Giant slalom    | Ted Ligety · Estados Unidos  | 2:28.92 | Marcel Hirscher · Áustria      | 2:29.73 | Manfred Mölgg · Itália       | 2:30.67 |
| Slalom          | Marcel Hirscher · Áustria    | 1:51.03 | Felix Neureuther · Alemanha    | 1:51.45 | Mario Matt · Áustria         | 1:51.68 |
| Super combinado | Ted Ligety · Estados Unidos  | 2:56.96 | Ivica Kostelić · Croácia       | 2:58.11 | Romed Baumann · Áustria      | 2:58.13 |

### Feminino
| Event           | Ouro                              | Ouro    | Prata                          | Prata   | Bronze                         | Bronze  |
| --------------- | --------------------------------- | ------- | ------------------------------ | ------- | ------------------------------ | ------- |
| Downhill        | Marion Rolland · França           | 1:50.00 | Nadia Fanchini · Itália        | 1:50.16 | Maria Höfl-Riesch · Alemanha   | 1:50.70 |
| Super-G         | Tina Maze · Eslovênia             | 1:35.39 | Lara Gut · Suíça               | 1:35.77 | Julia Mancuso · Estados Unidos | 1:35.91 |
| Giant slalom    | Tessa Worley · França             | 2:08.06 | Tina Maze · Eslovênia          | 2:09.18 | Anna Fenninger · Áustria       | 2:09.24 |
| Slalom          | Mikaela Shiffrin · Estados Unidos | 1:39.85 | Michaela Kirchgasser · Áustria | 1:40.07 | Frida Hansdotter · Suécia      | 1:40.11 |
| Super combinado | Maria Höfl-Riesch · Alemanha      | 2:39.92 | Tina Maze · Eslovênia          | 2:40.38 | Nicole Hosp · Áustria          | 2:40.92 |

### Time
| Event       | Ouro | Ouro | Prata | Prata | Bronze | Bronze |
| ----------- | --- | --- | --- | --- | --- | --- |
| Time evento | Áustria · Nicole Hosp · Michaela Kirchgasser · Carmen Thalmann · Marcel Hirscher · Marcel Mathis · Philipp Schörghofer | Áustria · Nicole Hosp · Michaela Kirchgasser · Carmen Thalmann · Marcel Hirscher · Marcel Mathis · Philipp Schörghofer | Suécia · Nathalie Eklund · Frida Hansdotter · Maria Pietilä Holmner · Jens Byggmark · Mattias Hargin · André Myhrer | Suécia · Nathalie Eklund · Frida Hansdotter · Maria Pietilä Holmner · Jens Byggmark · Mattias Hargin · André Myhrer | Alemanha · Lena Dürr · Maria Höfl-Riesch · Veronique Hronek · Fritz Dopfer · Stefan Luitz · Felix Neureuther | Alemanha · Lena Dürr · Maria Höfl-Riesch · Veronique Hronek · Fritz Dopfer · Stefan Luitz · Felix Neureuther |

## Quadro de medalhas
Legenda  País sede.
| Ordem | País           | Medalha de ouro | Medalha de prata | Medalha de bronze | Total |
| ----- | -------------- | --------------- | ---------------- | ----------------- | ----- |
| 1     | Estados Unidos | 4               | 0                | 1                 | 5     |
| 2     | Áustria        | 2               | 2                | 4                 | 8     |
| 3     | França         | 2               | 1                | 1                 | 4     |
| 4     | Eslovênia      | 1               | 2                | 0                 | 3     |
| 5     | Alemanha       | 1               | 1                | 2                 | 4     |
| 6     | Noruega        | 1               | 0                | 1                 | 2     |
| 7     | Itália         | 0               | 2                | 1                 | 3     |
| 8     | Suécia         | 0               | 1                | 1                 | 2     |
| 9     | Croácia        | 0               | 1                | 0                 | 1     |
| 9     | Suíça          | 0               | 1                | 0                 | 1     |
| Total | Total          | 11              | 11               | 11                | 33    |